# آراکیدیک اسید
آراکیدیک اسید یا آراشیدیک اسید یا ایکوزانوییک اسید، (به انگلیسی: Arachidic acid) یک ترکیب شیمیایی با شناسه پاب‌کم ۱۰۴۶۷ است. شکل ظاهری این ترکیب، جامد بلوری سفید است. این اسید چرب، یک اسید چرب اشباع شده است.
نام این اسید چرب، در لاتین به معنای بادام زمینی است. این اسید را می‌توان از هیدروژناسیون اسید چرب غیر اشباع آراشیدونیک اسید بدست آورد.